# Galin Iwanow
Galin Stefanow Iwanow (bulgarisch Галин Стефанов Иванов; engl. Transkription Galin Ivanov; * 15. April 1988 in Kasanlak) ist ein bulgarischer Fußballspieler und ehemaliger Nationalspieler.

## Karriere

### Vereine
Iwanow begann das Fußballspielen bei Rozova Dolina, einem Verein seiner Heimatstadt Kasanlak. Über die Stationen Trayana Stara Sagora und Beroe Stara Sagora kam der Mittelfeldspieler zu Beginn der Saison 2008/09 zum Erstligisten Slawia Sofia. Am 14. Januar 2011 lieh ihn der deutsche Zweitligist Arminia Bielefeld bis zum Ende der Saison 2010/11 aus. Am 22. Januar 2011 gab er sein Debüt für die Arminia, bei dem er in der zweiten Spielhälfte für Diego Demme ins Spiel kam.
Mit dem Ablauf der Leihe am Saisonende kehrte Iwanow nach Bulgarien zurück und war in der Saison 2011/12 für den Meister Litex Lowetsch in 22 Punktspielen, in denen er sechs Tore erzielte, aktiv. Es folgten zwei Saisons für Slawia Sofia, bevor er in der Saison beim aserbaidschanischen Erstligisten FK Xəzər Lənkəran Station machte und in 15 Punktspielen eingesetzt wurde. Im Frühjahr während der Saison 2014/15 wechselte er zum türkischen Zweitligisten Samsunspor und spielte dort bis zum Saisonende 2015/16. 
Zur Saison 2016/17 kehrte er zu seinem ersten Verein im Seniorenbereich, Lewski Sofia, zurück und kam während der laufenden Saison auch für den Ligakonkurrenten Neftochimik Burgas zum Einsatz. Nach zwei Saisons erneut mit Slawia Sofia, mit denen er 2018 den bulgarischen Pokal gewann, kam er für den ungarischen Erstligisten Haladás Szombathely in der Rückrunde der Saison 2018/19 zu Einsätzen.
In seine Heimat zurückgekehrt, spielte er in Sofia das vierte Mal eine Saison lang für Slawia Sofia, außerdem zwei Spielzeiten für den in die Spielklasse zur Saison 2020/21 aufgestiegenen und die Spielklasse haltenden Neuling ZSKA 1948 Sofia. Seit der Saison 2022/23 ist er zum fünften Mal für Slawia Sofia aktiv.

### Nationalmannschaft
Iwanow spielte von Juni 2016 bis November 2020 insgesamt 16-mal für die bulgarische A-Nationalmannschaft.